# Geländegängiges Mehrzweckgerät 2-70

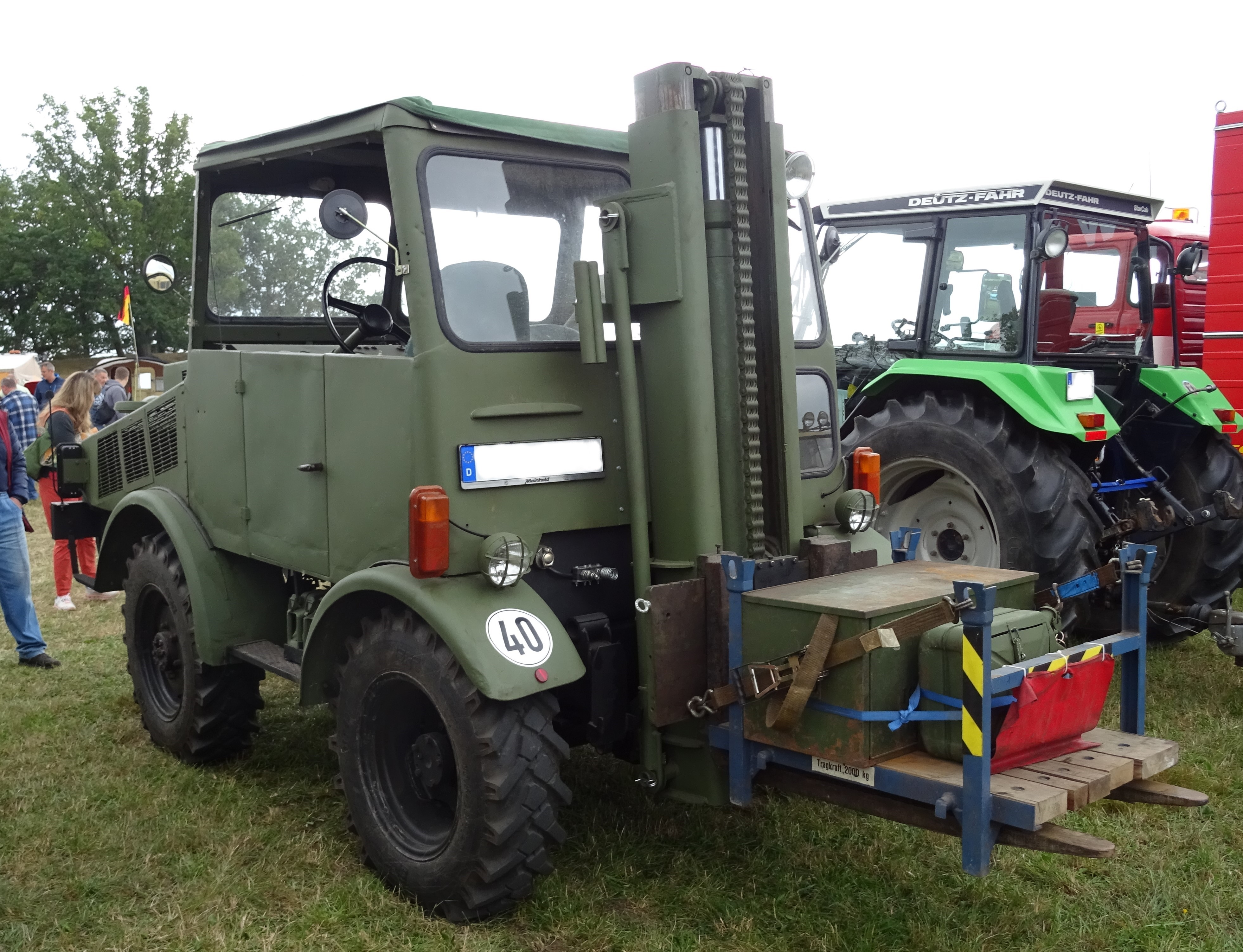
Heckansicht

Das Geländegängige Mehrzweckgerät 2-70 (GMG 2-70) ist ein Fahrzeug des VEB Industriewerk Halle/Nord, Kombinat Baukema.
Das Geländegängige Mehrzweckgerät 2-70 war für den Einsatz in der Nationalen Volksarmee der DDR vorgesehen. Es eignete sich zum Be- und Entladen von Transportgütern aller Art unter stationären und besonders unter feldmäßigen Bedingungen. Das GMG 2-70 wurde in Gerätelagern und Divisionslagern der NVA eingesetzt. Im Feld konnte das GMG 2-70 als Transport- und Hubgerät bei Montagen und Demontagen sowie bei allen anfallenden Reparaturen bis einschließlich Divisionswerkstätten eingesetzt werden. In einem Einachsanhänger konnte das GMG 2-70 weitere Zubehörteile mitführen. Dazu gehörten ein Kranarm, eine Kippschaufel, eine Fassklammer, ein Tragedorn, eine Arbeitsbühne, ein Planierschild, eine Gabelverlängerung und ein Teleskopmast. Außerdem hatte das Fahrzeug eine Seilwinde zur Bergung von Fahrzeugen.
Das GMG 2-70 ist ein einfacher 2-Tonnen-Frontlast-Geländestapler. Das Fahrzeug besteht aus Teilen des LKW Robur LO 1801 A, der Frontmast stammte von einem 3,2-Tonnen-Stapler des Kombinats TAKRAF.
Ab 1987 wurde das GMG 2-70 durch das GMG 2,5 als Nachfolgefahrzeug abgelöst.